# ملكة جمال الكون 1964
ملكة جمال الكون 1964 هي مسابقة ملكة جمال الكون الثالثة عشر في تاريخ مسابقة ملكة جمال الكون منذ انطلاقتها عام 1952، عقدت المسابقة في 1 أغسطس 1964 في قاعة ميامي بيتش للمؤتمرات في ميامي بيتش، فلوريدا، الولايات المتحدة. توجت كورينا تسوبي من اليونان من قبل حاملة اللقب المنتهية ولايتها إيدا ماريا فارغاس من البرازيل، مما جعلها أول ملكة جمال يونانية تتويجاً باللقب .

## النتائج

### المراكز النهائية
| النتائج النهائية     | المتنافسة |
| -------------------- | --- |
| ملكة جمال الكون 1964 | - اليونان - كورينا تسوبي |
| الوصيفة الأولى       | - إنجلترا - بريندا بلاكلر |
| الوصيفة الثانية      | - إسرائيل - رونيت رينات |
| الوصيفة الثالثة      | - السويد - سيف مارتا أبيرغ |
| الوصيفة الرابعة      | - تايوان - لانا يو يي |
| أفضل 10              | - الأرجنتين - ماريا راميريز - فنلندا - سيربا والينيوس - فرنسا - إديث نويل - إيطاليا - ايمانويلا سترامانا - النرويج - يورون بارون                                          |

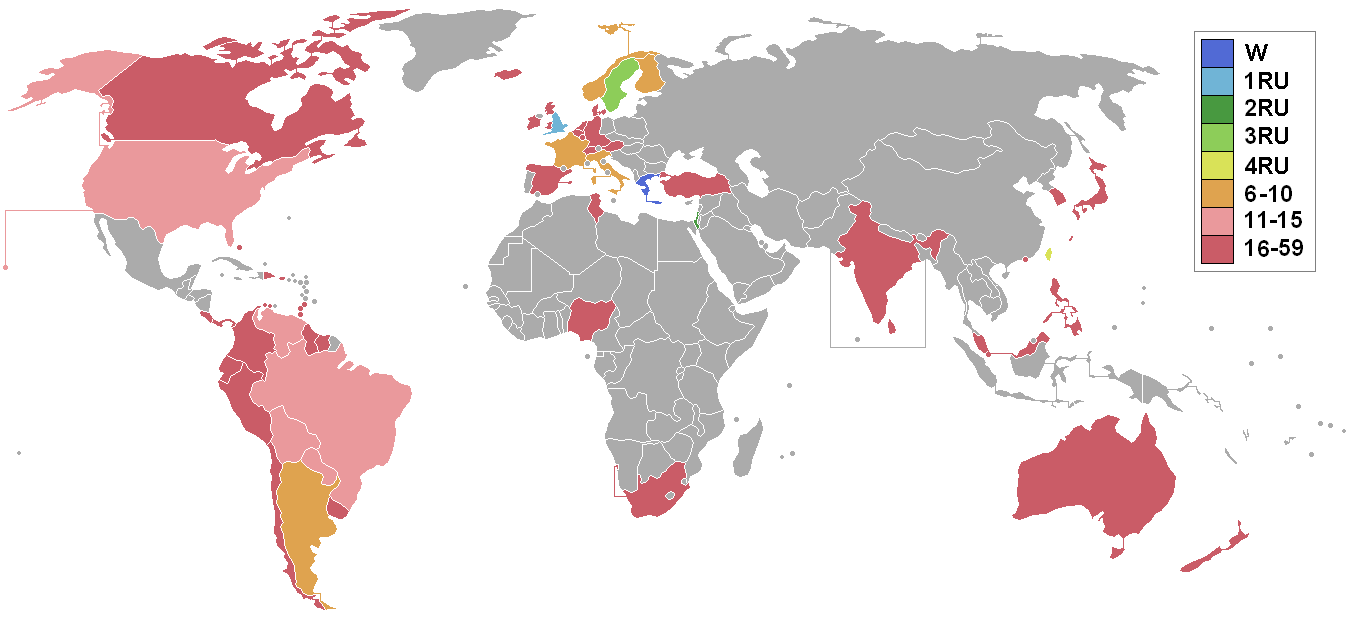
ملكة جمال الكون 1964 الدول المشاركة والنتائج

| أفضل 15              | - بوليفيا - أولغا مونيكا ديل كاربيو أوروبيزا - البرازيل - إنجيل فاسكونسيلوس - باراغواي - ميريام ريارت بروجادا - الولايات المتحدة - بوبي جونسون - فنزويلا - مرسيدس ريفينغا |

## المتسابقات
- الأرجنتين - ماريا راميريز
- أروبا - ليديا ليدوينا هنريكيز
- أستراليا - ريا لويبن
- النمسا - غلوريا ماك
- باهاماس - كاثرين كارترايت
- بلجيكا - دانييل دفرير
- بوليفيا - أولغا مونيكا ديل كاربيو أوروبيزا
- البرازيل - إنجيل فاسكونسيلوس
- غيانا البريطانية - ماري راندي هول
- كندا - ماري لو فاريل
- سيلان - أنيت دونا كولاتونغا
- تشيلي - باتريشيا هيريرا سيجنا
- كولومبيا - ألبا راميريز بلازا
- كوستاريكا - دورا مارسيلا سولا
- كوراساو - إيريس أنيت دي ويندت
- الدنمارك - إيفون مورتنسن
- جمهورية الدومينيكان - كلارا شابوزو سونيه
- الإكوادور - تانيا ييلا كلاين لوفريدو
- إنجلترا - بريندا بلاكلر
- فنلندا - سيربا والينيوس
- فرنسا - إديث نويل
- ألمانيا - مارينا كيتلر
- اليونان - كورينا تسوبي
- غرينادا - كريستين هيوز
- هولندا - هيني ديول
- هونغ كونغ - ماري باي
- أيسلندا - ثيلما إنجفارسدوتير
- الهند - ماهر كاستيلينو ميستري
- جمهورية أيرلندا - مورين إليزابيث ليكي
- إسرائيل - رونيت رينات
- إيطاليا - ايمانويلا سترامانا
- جامايكا - بيفرلي ريري
- اليابان - شيزوكو ماتسوموتو
- كوريا - شين جونغ هيون
- لوكسمبورغ - مارييت صوفي
- ماليزيا - أنجيلا فيلمر
- نيوزيلندا - ليندال أورسولا كروكشانك
- نيجيريا - إدنا بارك
- النرويج - ورون بارون
- أوكيناوا - تويوكو أوهارا
- بنما - ماريتزا مونتيلا
- باراغواي - ميريام ريارت بروجادا
- بيرو - ميلوسكا فوندراك ستيل
- الفلبين - ماريا ميرنا سيسي بانليليو
- بورتوريكو - يولاندا رودريغيز ماشين
- جمهورية الصين - لانا يو يي
- اسكتلندا - ويندي باري
- جنوب أفريقيا - جيل روبنسون
- إسبانيا - ماريا خوسيه أولوا مادرونيرو
- سانت فنسنت - ستيلا هادلي
- سورينام - سينثيا إنغريد ديكسترا
- السويد - سيف مارتا أبيرغ
- سويسرا - ساندرا سولسر
- ترينيداد - جوليا ميرلين لورانس
- تونس - كلودين يونس
- تركيا - إنجي دوران
- الأوروغواي - ديليا بابياك
- الولايات المتحدة - بوبي جونسون
- فنزويلا - مرسيدس ريفينغا
- ويلز - مارلين جوي صموئيل

## الروابط الخارجية
- موقع ملكة جمال الكون الرسمي